# أندي ماكميلان
أندي ماكميلان (بالإنجليزية: Andy McMillan)‏ هو لاعب كرة قدم ومدرب كرة قدم جنوب أفريقي في مركز الدفاع، ولد في 22 يونيو 1968 في بلومفونتين في جنوب أفريقيا. لعب مع نادي آير يونايتد ونادي يورك سيتي.

## وصلات خارجية
- أندي ماكميلان على موقع Soccerbase.com (لاعب) (الإنجليزية)